# Billey
Billey est une commune française située dans le canton d'Auxonne du département de la Côte-d'Or, en région Bourgogne-Franche-Comté.

## Géographie

### Climat
Pour des articles plus généraux, voir Climat de la Bourgogne-Franche-Comté et Climat de la Côte-d'Or.
En 2010, le climat de la commune est de type climat des marges montargnardes, selon une étude du Centre national de la recherche scientifique s'appuyant sur une série de données couvrant la période 1971-2000. En 2020, Météo-France publie une typologie des climats de la France métropolitaine dans laquelle la commune est exposée à un climat semi-continental et est dans la région climatique  Bourgogne, vallée de la Saône, caractérisée par un bon ensoleillement (1 900 h/an), un été chaud (18,5 °C), un air sec au printemps et en été et des vents faibles. 
Pour la période 1971-2000, la température annuelle moyenne est de 10,7 °C, avec une amplitude thermique annuelle de 17,6 °C. Le cumul annuel moyen de précipitations est de 892 mm, avec 11,6 jours de précipitations en janvier et 8,5 jours en juillet. Pour la période 1991-2020, la température moyenne annuelle observée sur la station météorologique de Météo-France la plus proche, « Dole », sur la commune de Dole à 8 km à vol d'oiseau, est de 11,6 °C et le cumul annuel moyen de précipitations est de 1 023,0 mm,. Pour l'avenir, les paramètres climatiques de la commune estimés pour 2050 selon différents scénarios d'émission de gaz à effet de serre sont consultables sur un site dédié publié par Météo-France en novembre 2022.

## Urbanisme

### Typologie
Au 1er janvier 2024, Billey est catégorisée commune rurale à habitat dispersé, selon la nouvelle grille communale de densité à 7 niveaux définie par l'Insee en 2022.
Elle est située hors unité urbaine. Par ailleurs la commune fait partie de l'aire d'attraction de Dole, dont elle est une commune de la couronne,. Cette aire, qui regroupe 87 communes, est catégorisée dans les aires de 50 000 à moins de 200 000 habitants,.

### Occupation des sols
L'occupation des sols de la commune, telle qu'elle ressort de la base de données européenne d’occupation biophysique des sols Corine Land Cover (CLC), est marquée par l'importance des territoires agricoles (69,6 % en 2018), une proportion identique à celle de 1990 (69,6 %). La répartition détaillée en 2018 est la suivante : prairies (36,5 %), terres arables (30,4 %), forêts (23,1 %), zones urbanisées (7,3 %), zones agricoles hétérogènes (2,8 %). L'évolution de l’occupation des sols de la commune et de ses infrastructures peut être observée sur les différentes représentations cartographiques du territoire : la carte de Cassini (XVIIIe siècle), la carte d'état-major (1820-1866) et les cartes ou photos aériennes de l'IGN pour la période actuelle (1950 à aujourd'hui).

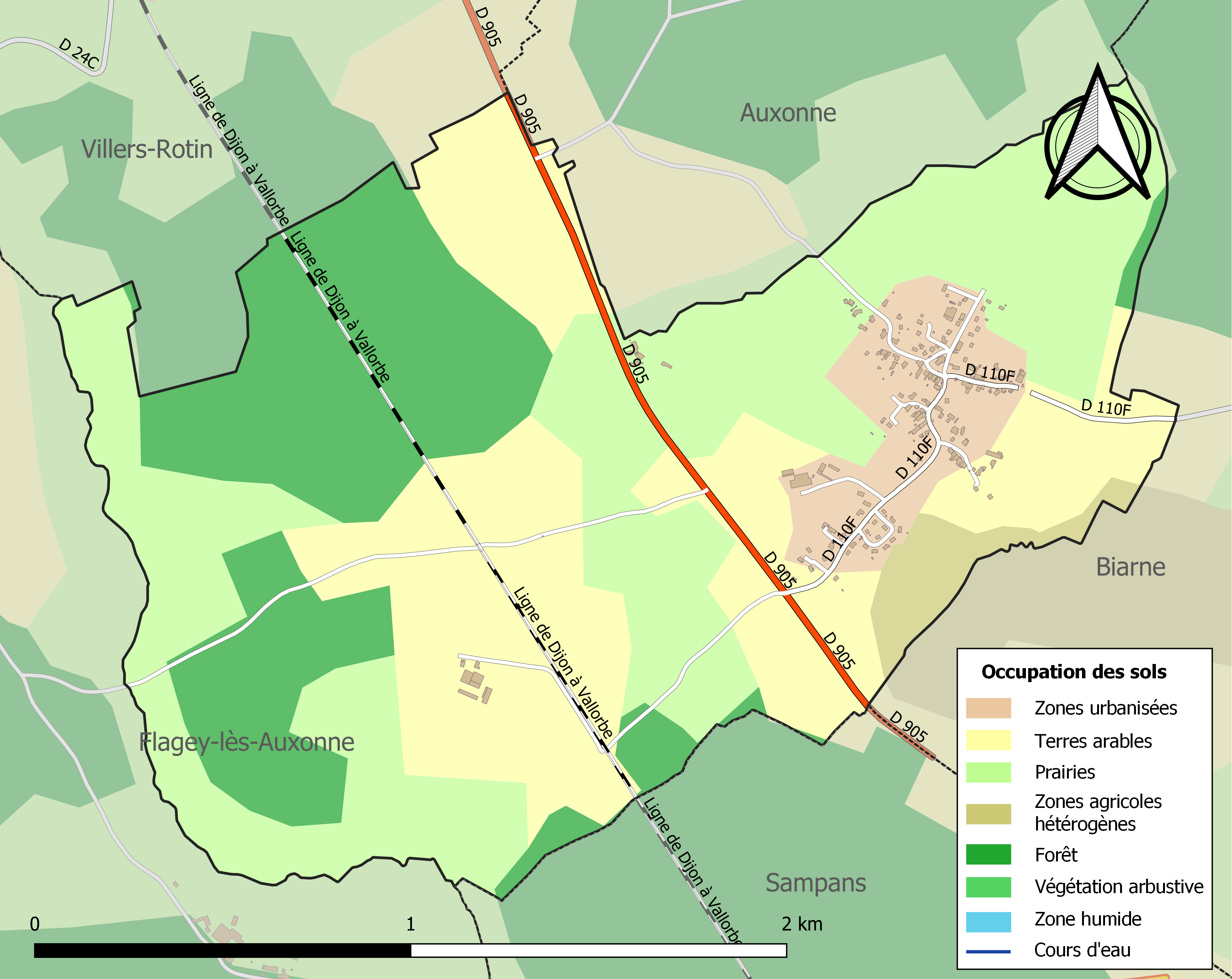
Carte des infrastructures et de l'occupation des sols de la commune en 2018 (CLC).

## Politique et administration
| Période                                  | Période           | Identité         | Étiquette | Qualité  |
| ---------------------------------------- | ----------------- | ---------------- | --------- | -------- |
| vers 1920                                |                   | Poilevey         |           |          |
| _                                        | 1983              | Georges Catelin  |           | Cheminot |
| 1983                                     | 1995              | Jacques Gauthier |           | Cheminot |
| 1995                                     | 2014              | Joël Vadot       |           |          |
| 2014                                     | mars 2020 (décès) | Bernard Hacquin  | MDC       | Retraité |
| mars 2020                                | octobre 2021      | Didier Pichet    | MDC       | Retraité |
| octobre 2021                             | En cours          | Michel Bernier   |           | Retraité |
| Les données manquantes sont à compléter. |                   |                  |           |          |

## Démographie
L'évolution du nombre d'habitants est connue à travers les recensements de la population effectués dans la commune depuis 1793. Pour les communes de moins de 10 000 habitants, une enquête de recensement portant sur toute la population est réalisée tous les cinq ans, les populations de référence des années intermédiaires étant quant à elles estimées par interpolation ou extrapolation. Pour la commune, le premier recensement exhaustif entrant dans le cadre du nouveau dispositif a été réalisé en 2005.

En 2022, la commune comptait 248 habitants, en évolution de −3,5 % par rapport à 2016 (Côte-d'Or : +0,82 %, France hors Mayotte : +2,11 %).
| 1793 | 1800 | 1806 | 1821 | 1831 | 1836 | 1841 | 1846 | 1851 |
| ---- | ---- | ---- | ---- | ---- | ---- | ---- | ---- | ---- |
| 232  | 245  | 274  | 241  | 259  | 297  | 328  | 322  | 329  |

| 1856 | 1861 | 1866 | 1872 | 1876 | 1881 | 1886 | 1891 | 1896 |
| ---- | ---- | ---- | ---- | ---- | ---- | ---- | ---- | ---- |
| 295  | 285  | 260  | 221  | 240  | 217  | 197  | 199  | 179  |

| 1901 | 1906 | 1911 | 1921 | 1926 | 1931 | 1936 | 1946 | 1954 |
| ---- | ---- | ---- | ---- | ---- | ---- | ---- | ---- | ---- |
| 192  | 177  | 181  | 146  | 156  | 136  | 127  | 140  | 163  |

| 1962 | 1968 | 1982 | 1990 | 1999 | 2005 | 2006 | 2010 | 2015 |
| ---- | ---- | ---- | ---- | ---- | ---- | ---- | ---- | ---- |
| 162  | 123  | 157  | 232  | 205  | 199  | 203  | 226  | 248  |

| 2020 | 2022 | - | - | - | - | - | - | - |
| ---- | ---- | - | - | - | - | - | - | - |
| 251  | 248  | - | - | - | - | - | - | - |

## Environnement

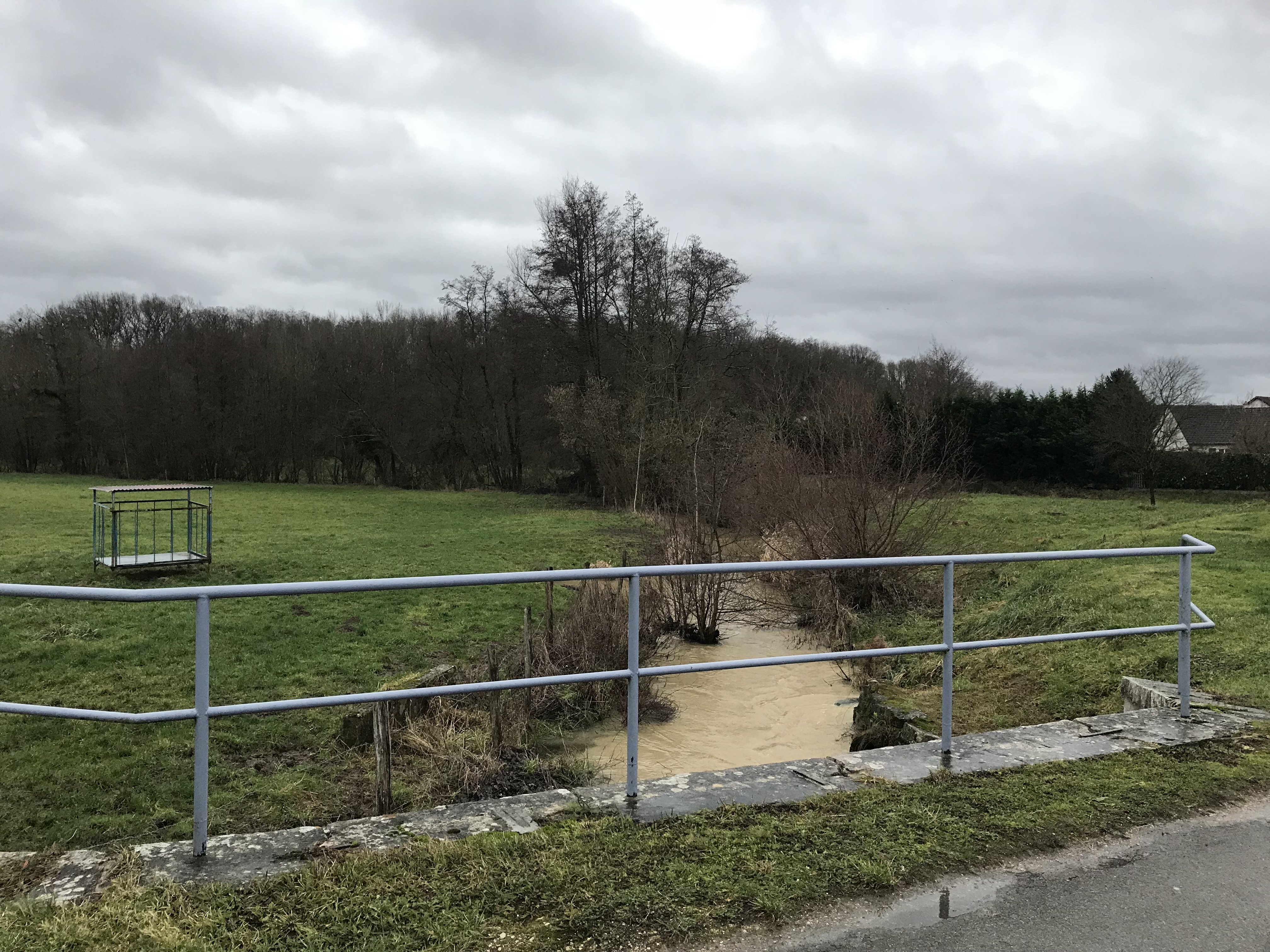
La Vèze à Billey.

En raison de ses efforts pour la qualité de son environnement nocturne, la commune a été labellisée « Village 2 étoiles », en 2013. Le label est décerné par l'Association nationale pour la protection du ciel et de l'environnement nocturnes (ANPCEN) et compte 5 échelons. Un panneau, disposé aux entrées du village, indique cette distinction.

## Culture locale et patrimoine

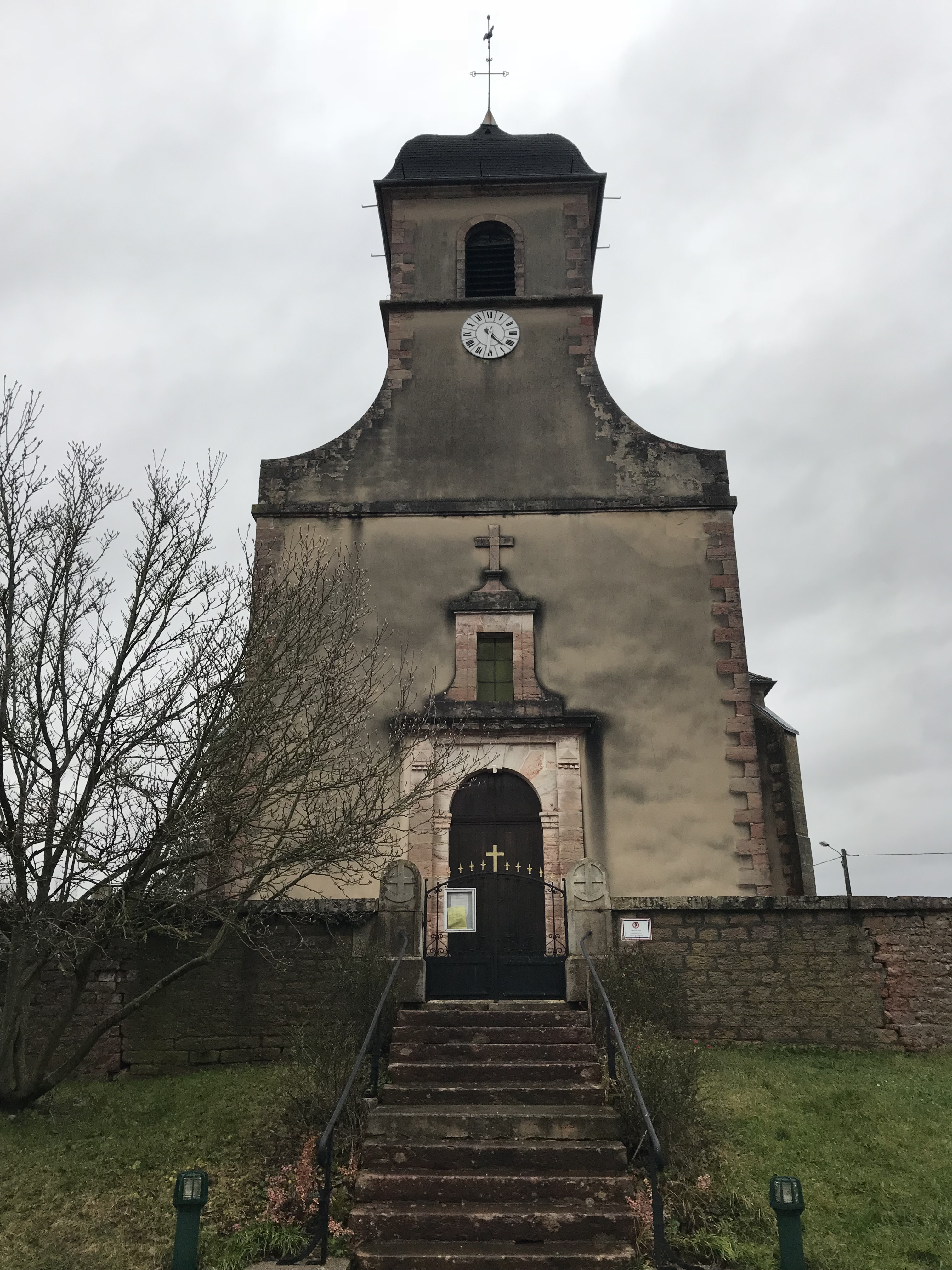
Église Saint-Martin de Billey.

### Lieux et monuments
- L'église Saint-Martin.

### Personnalités liées à la commune
- Guillaume de Rochefort (v. 1439-1492), chancelier de France et seigneur de Billey en 1490[19].
- Guy de Rochefort (1447-1507), frère du précédent, chancelier de France et seigneur de Billey en 1505.

### Héraldique
| Blason de Billey | Blason  | D'azur semé de billettes d'or, au chef d'argent à un lion léopardé de gueules. |
| Blason de Billey | Détails | Armes parlantes. Armes de la famille de Rochefort dont étaient issus d'anciens seigneurs de Billey aux XVe et XVIe siècles, dont Guillaume de Rochefort et Guy de Rochefort. Le statut officiel du blason reste à déterminer. |